# Bally Astrocade
Bally Astrocade, sprzedawany również jako Bally Arcade i Bally ABA-1000 – stacjonarna konsola gier wideo drugiej generacji.  Pierwotnie sprzęt został ogłoszony jako "Bally Home Library Computer" w październiku 1977 roku i początkowo udostępniony do sprzedaży wysyłkowej w grudniu 1977 roku. Jednak z powodu opóźnień w produkcji, urządzenia zostały po raz pierwszy wypuszczone do sklepów w kwietniu 1978 roku. Urządzenie było sprzedawane tylko przez ograniczony czas, zanim Bally zdecydował się wyjść z rynku. Prawa zostały później przejęte przez firmę zewnętrzną, która ponownie wydała go i sprzedawała do około 1984 roku.

## Historia
Pod koniec lat siedemdziesiątych Midway zleciło firmie Dave Nutting Associates zaprojektowanie układu do wyświetlania wideo, który mógłby być używany we wszystkich systemach gier wideo, od gier zręcznościowych po domowy system komputerowy. System dostarczony przez Nutting był używany w większości klasycznych gier zręcznościowych Midway z tamtej epoki, w tym Gorf i Wizard of Wor. Chipset obsługiwał stosunkowo wysoką w tamtym czasie rozdzielczość 320×204 w czterech kolorach na linię. Układem zainteresowała się też firma Bally Manufacturing, która postanowiła go wykorzystać do opracowania własnej konsoli.
Pierwotnie promowany jako Bally Home Library Computer, sprzęt został wydany w 1977 roku, ale dostępny był tylko w sprzedaży wysyłkowej. Opóźnienia w produkcji oznaczały, że żadna z jednostek nie została wysłana aż do 1978 roku, a do tego czasu maszyna została przemianowana na Bally Professional Arcade. W tej formie sprzedawał się głównie w sklepach komputerowych i nie cieszyła się zbytnią popularnością. W 1979 roku producent konsoli, firma Bally przestał interesować się rynkiem automatów do gier i zdecydował się sprzedać swój dział produktów konsumenckich, w tym rozwój i produkcję konsoli do gier. Produkcje konsoli przejęli różni producenci zewnętrzni, ale ostatecznie zakończono ją w okolicach 1984 roku.